# 대구광역시종합복지회관
대구광역시 종합복지회관(大邱廣域市 綜合福祉會館)은 대구광역시에 거주하는 시민들의 복지증진을 위하여 대구광역시청 산하에 설치된 사업소이다.
종합복지회관장은 지방서기관으로 보한다.

## 연혁
- 1966년: 경상북도 대구시 노동회관 설치
- 1970년: 경상북도 대구시 복지회관으로 변경
- 1981년: 대구직할시 복지회관으로 변경
- 1985년: 대구직할시립 종합복지회관으로 변경
- 1989년: 대구직할시 종합복지회관으로 변경
- 1995년: 대구광역시 종합복지회관으로 변경

## 조직
관장
- 복지지원과